# Raymond Louviot
Raymond Louviot (* 17. Dezember 1908 in Granges; † 14. Mai 1969 in Dünkirchen) war ein französischer Radrennfahrer und nationaler Meister im Radsport.

## Sportliche Laufbahn
Von 1931 bis 1949 war Louviot Radrennfahrer von Beruf und wurde 1934 französischer Meister auf der Straße. Dreimal startete er bei der Tour de France, sein bestes Resultat erreichte er 1934 mit dem 12. Platz in der Gesamtwertung. 1934 und 1939 gewann er jeweils eine Etappe. 1933 konnte er mit dem Grand Prix des Nationes das bedeutendste Einzelzeitfahren seiner Zeit für sich entscheiden. Ebenfalls 1933 siegte er im Circuit de l’Allier und beim Rennen Circuit du Midi. 1937 war er im Circuit des Deux-Sèvres sowie in der Tour du Sud-Ouest erfolgreich. 1938 siegte er im Eintagesrennen Paris–Rennes, 1941 bei Paris–Nantes.

## Berufliches
Nach seiner Rennkarriere war Raymond Louviot Sportdirektor von verschiedenen Radsportteams.

## Familiäres
Raymond Louviot ist der Großvater von Philippe Louviot, ein ehemaliger Radrennfahrer von 1985 bis 1995.